# 于日讷
于日讷（法語：Ugine，法語發音：[yʒin]），法国东南部城市，奥弗涅-罗讷-阿尔卑斯大区萨瓦省的一个市镇，隶属于阿尔贝维尔区，其市镇面积为57.36平方公里，2022年1月1日时人口数量为7,162人，在法国城市中排名第1,491位。
于日讷位于萨瓦省北部，阿拉维山脉、博福尔坦山脉和博日山脉的之间，谢斯河与阿尔利河交汇处，是一个区域性的中心城市，多条公路在此交汇。

## 地名来源

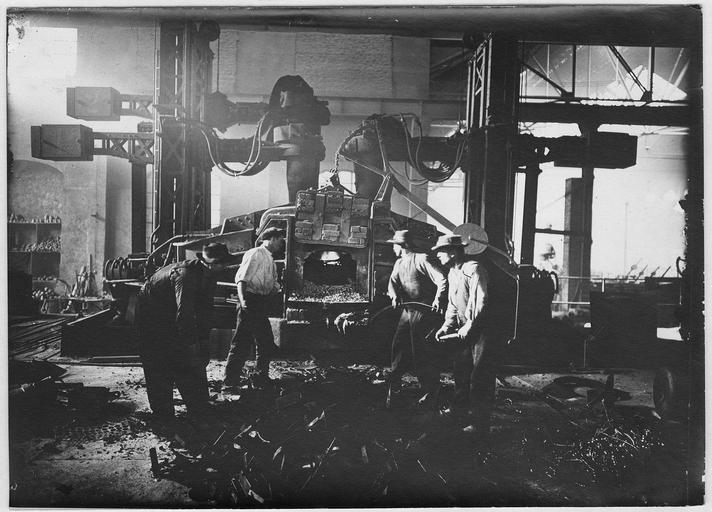
工业革命时期于日讷的一家钢铁厂

“于日讷”一名来源于拉丁语单词“alveus”，意为“山间的河道”，可能与当地的自然地貌有关。

## 历史
于日讷的早期历史尚不清楚，中世纪中期，该区域长期为日内瓦和萨伏伊家族的争夺之地，当地的领主城堡被损毁。1669年起，于日讷成为讷穆尔-萨瓦家族的一处领地。法国大革命后，于日讷成为萨瓦省的一个市镇。1815年，拿破仑在滑铁卢遭遇战败，根据同年签订的《巴黎条约》，于日讷及所在的萨瓦被划入萨丁王国。1860年，为取得拿破仑三世的支持，根据《都灵条约》，萨瓦重归法国。工业革命期间，途径于日讷的阿讷西－阿尔贝维尔铁路建成通车，于日讷成为该铁路线上的重要一站，其附近区域出现了钢铁厂。二战后，随着旅游业的发展，于日讷成为一个旅游城市，其附近多处山区被开辟为滑雪场。1971年，埃里整体并入于日讷市镇范围。

## 地理

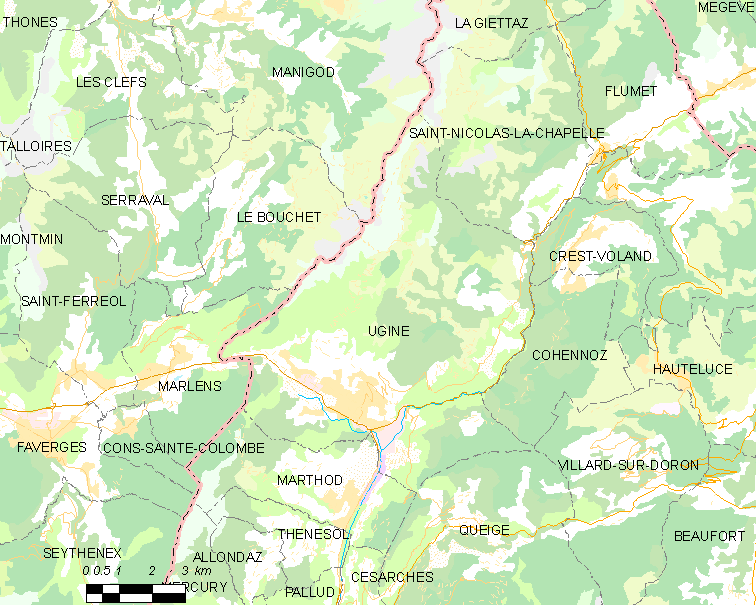
于日讷市镇范围地图

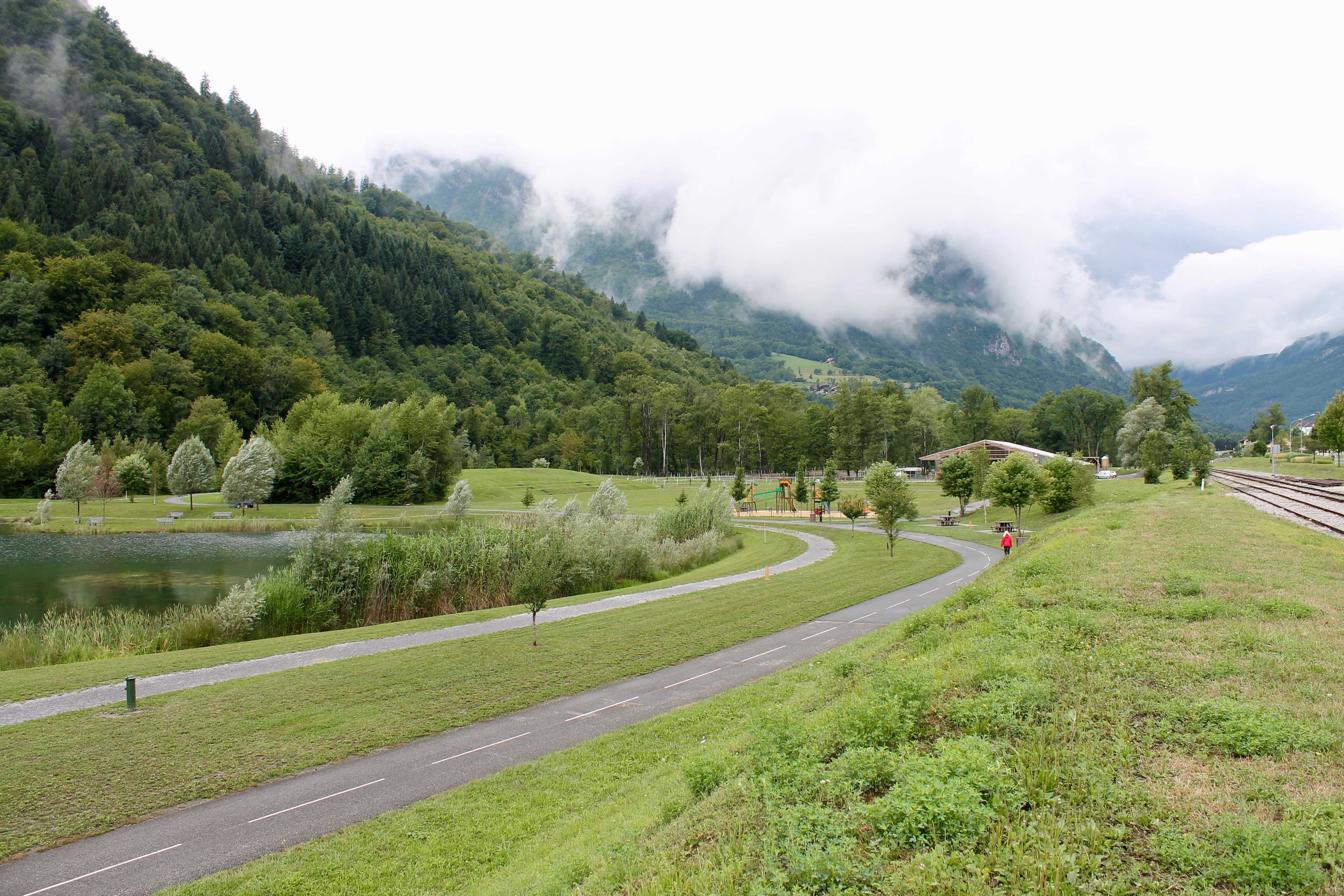
于日讷的一处绿地

于日讷位于法国东部偏南，奥弗涅-罗讷-阿尔卑斯大区东部和萨瓦省北部，西侧与上萨瓦省接壤，距离省会尚贝里大约62公里。与于日讷接壤的市镇包括：科埃诺、克雷沃朗、马尔托、凯日、圣尼古拉拉沙佩勒、勒布谢蒙沙尔万、馬尼戈、瓦勒德谢斯。

### 地形
于日讷位于阿拉维山脉、博福尔坦山脉和博日山脉的交汇处，境内以山地为主，市镇中心位于一处山谷之中，全境海拔在391到2,407米之间。

### 水文
于日讷位于罗讷河流域，谢斯河与阿尔利河在此交汇。

### 植被
于日讷属于温带阔叶混交林区，林地广泛分布于市区四周的山地地区。
在鲜花城市的评比中，于日讷被评为3星级鲜花城市。

### 气候
于日讷在柯本气候分类法中属于山地气候。

## 行政区划
于日讷是法国奥弗涅-罗讷-阿尔卑斯大区萨瓦省的一个市镇，编号为73303。于日讷隶属于阿尔贝维尔区，隶属于萨瓦省第二选区，管理于日讷县，同时也是阿尔贝维尔城市圈公共社区的组成部分。
法国国家统计与经济研究所（简称）在进行数据统计时，将于日讷及相邻的另外两个市镇设为于日讷城市核心区以及于日讷城市区。自2020年起，于日讷城市区被划入包含30个市镇的阿尔贝维尔城市辐射区内。此外，还将于日讷市镇分为了3个“块区”（IRIS），以便于统计人口分布情况。

## 交通

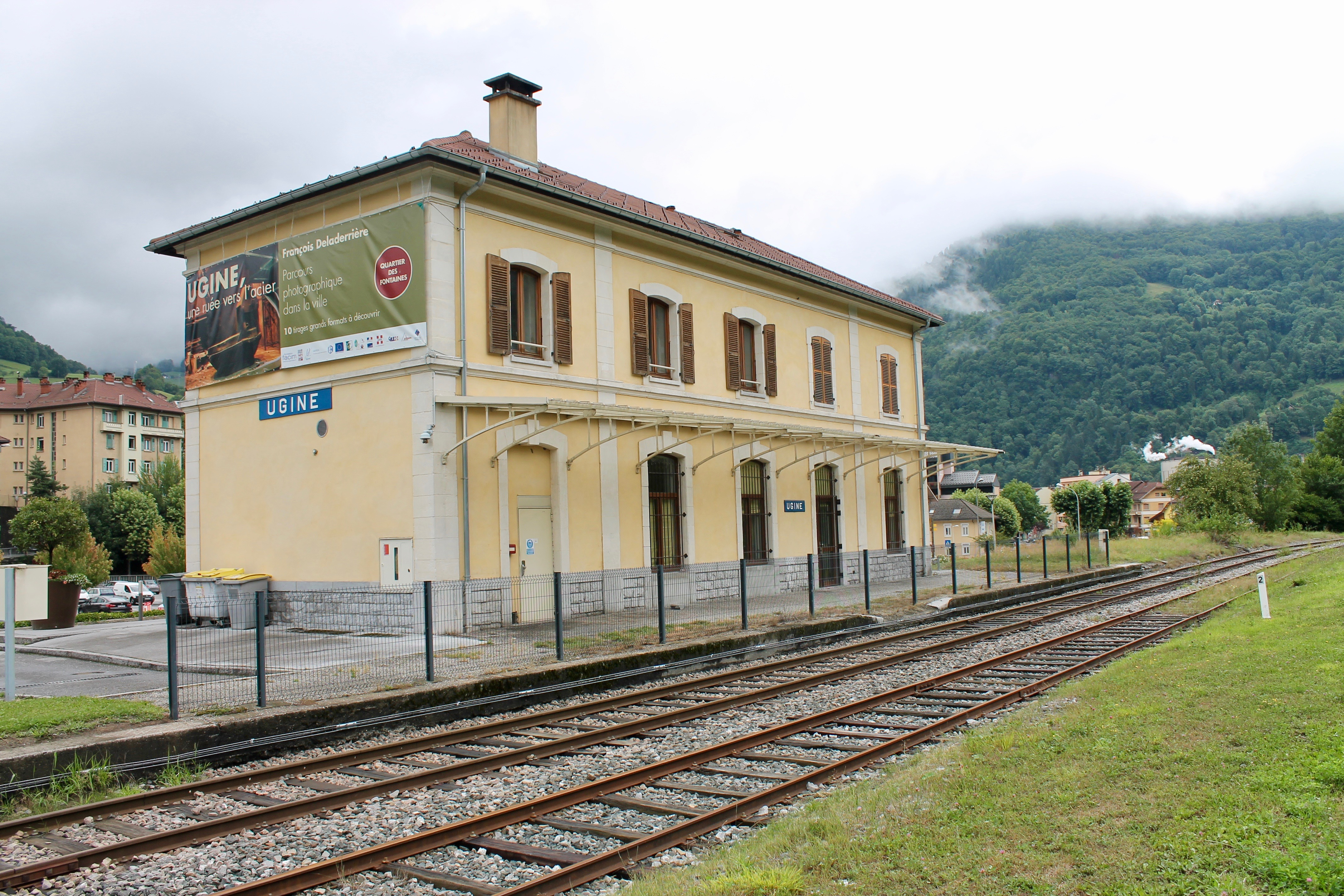
于日讷火车站旧址

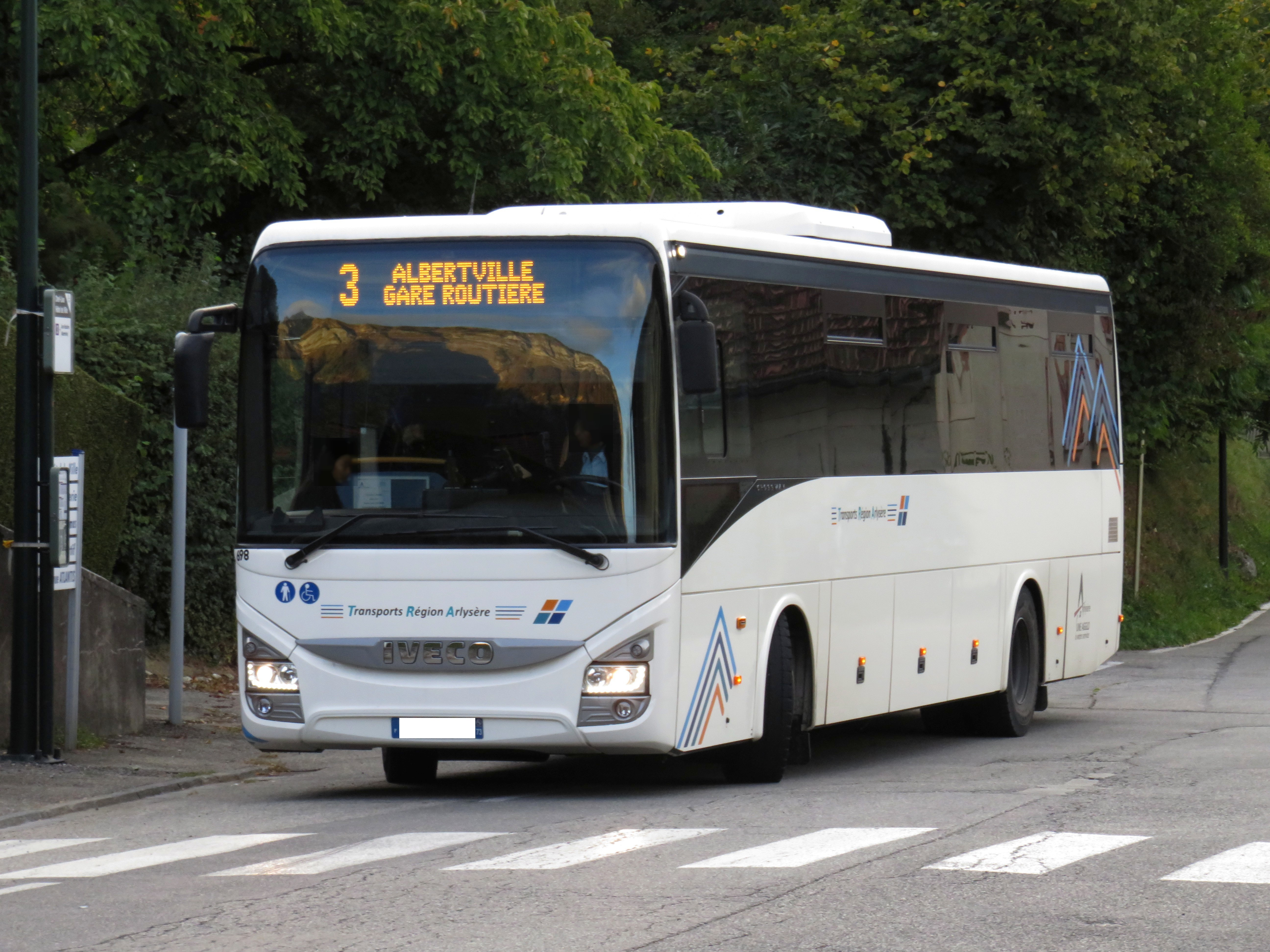
途径于日讷的3路公交

### 公路
多条萨瓦省省道在于日讷境内交汇，奥弗涅-罗讷-阿尔卑斯大区下属的城际客运提供巴士线路，可前往阿讷西及阿尔贝维尔。
2018年，74%的于日讷家庭拥有至少一辆私人汽车。2019年，于日讷境内共发生各类交通事故1起，造成1人受伤。

### 铁路
于日讷位于阿讷西－阿尔贝维尔铁路上，该铁路已于1953年停止客运服务。距离于日讷最近的运营中的客运铁路车站为10公里外的阿尔贝维尔站，该站停靠往返于尚贝里和圣莫里斯堡一线的区域列车。

### 航空
距离于日讷最近的民用航空站为日内瓦国际机场，距离于日讷市中心的公路里程约83公里。

### 城市公共交通
于日讷是阿尔贝维尔城市公共交通（商业名称为）的服务范围。截至2021年12月，该系统共包括9条公交线路，其中公交C线和23路经过于日讷市区。

## 政治
于日讷的现任市长为弗兰克·隆巴尔先生（Franck Lombard），他是一名右翼无党派人士，在2020年的市政选举中获得了77.53%的支持率。
在2017年的法国总统大选中，法国第25任总统埃马纽埃尔·马克龙在于日讷获得了55.77%的支持率。

## 人口
2018年，于日讷市镇人口数量为7,076，在法国排名第1,491位。其中男性3,460人，女性3,616人，75岁及以上人口占10.6%，外籍人口数量为1,491人，人口密度为123人/平方公里，当地居民被称为（男性）或（女性）。2019年，于日讷境内出生62人，死亡人口85人。
| 年份   | 1936  | 1946  | 1954  | 1962  | 1968  | 1975  | 1982  | 1990  | 1999  | 2006  | 2011  | 2016  | 2018  |
| ------ | ----- | ----- | ----- | ----- | ----- | ----- | ----- | ----- | ----- | ----- | ----- | ----- | ----- |
| 人口數 | 6,308 | 5,882 | 6,904 | 7,489 | 7,762 | 8,020 | 7,445 | 7,248 | 6,963 | 7,004 | 7,075 | 7,065 | 7,076 |

## 经济

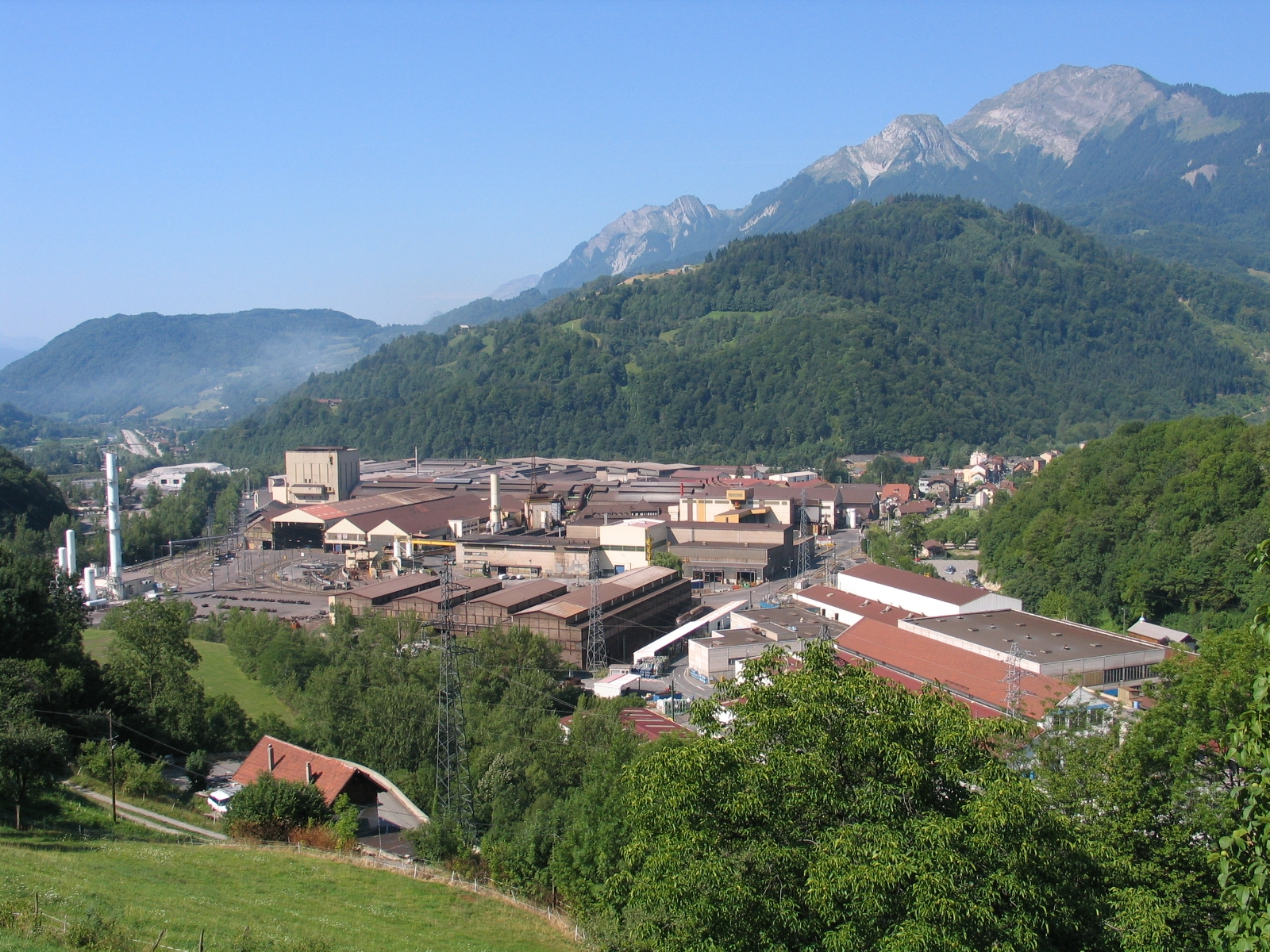
于日讷工业区

于日讷是一个区域性的中心城市。截止2021年12月，于日讷市镇范围内共有各类用人单位（包含自雇）806家，平均历史为16年，其中98.78%为中小型企业（PME）。（钢铁）、（无机金属）及（房屋租赁）是当地2020年营业额最高的三个企业，分别为476,449,957欧元、72,117,505欧元和22,453,185欧元。

## 财政与居民收入
2020年，于日讷的财政收入总额为15,926,800欧元，财政支出总额为12,725,500欧元，当年的债务总额为7,890,880欧元。2021年，于日讷共获得218,650欧元的国家财政补助，比上一年增加了7.95%。
2019年，于日讷的人均月收入总额为2,211欧元，其中高级职员为3,643欧元，低于法国平均水平（4,230欧元）；中级职员为2,514欧元，高于法国平均水平（2,411欧元）；普通职员为1,681欧元，低于法国平均水平（1,740欧元）。
2018年，于日讷境内的青壮年（15至64岁）失业率为10.4%，当地53.3%的家庭拥有纳税资格，平均纳税2,092欧元，低于法国平均水平（3,910欧元）。

## 社会事务

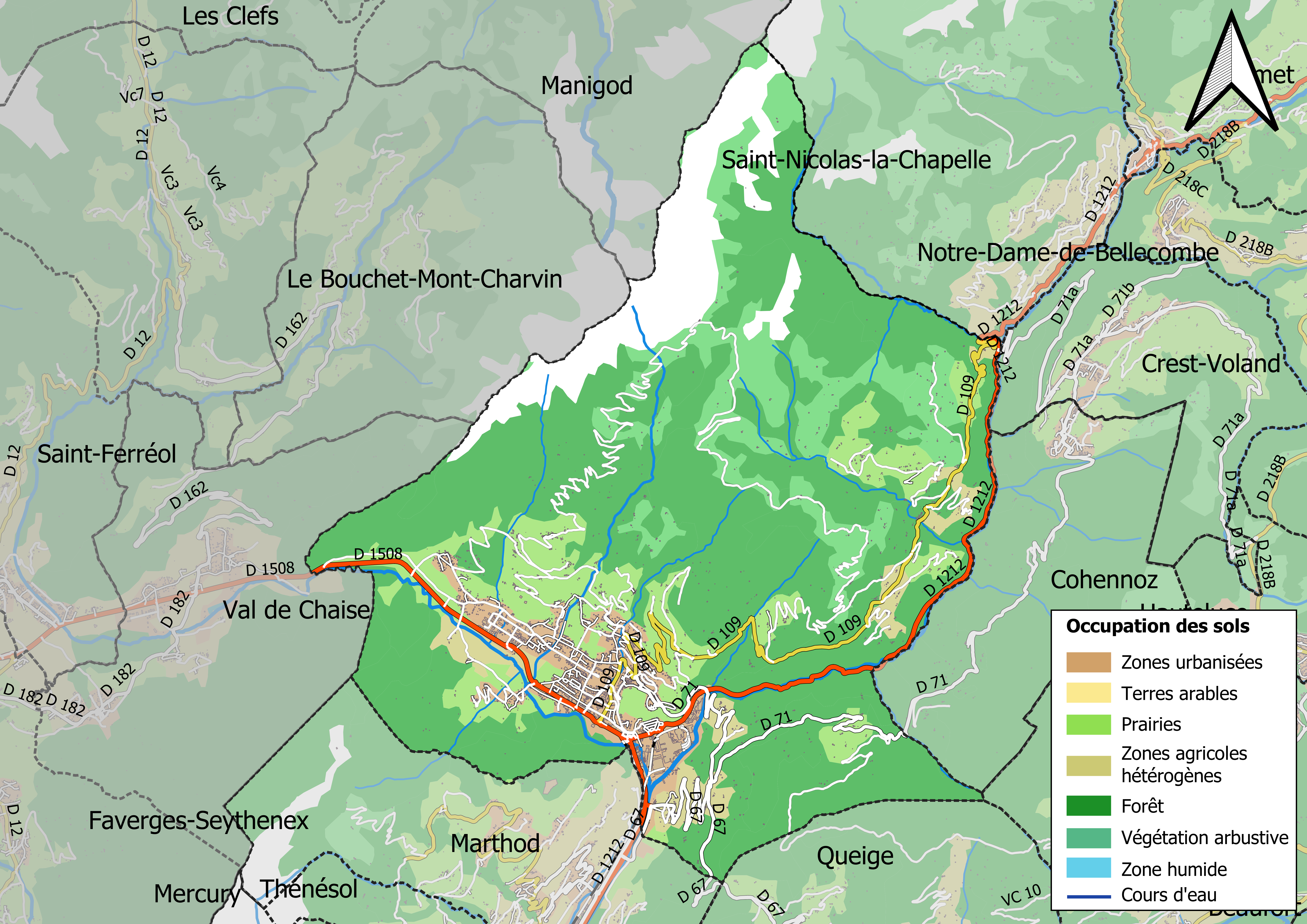
于日讷土地利用情况地图

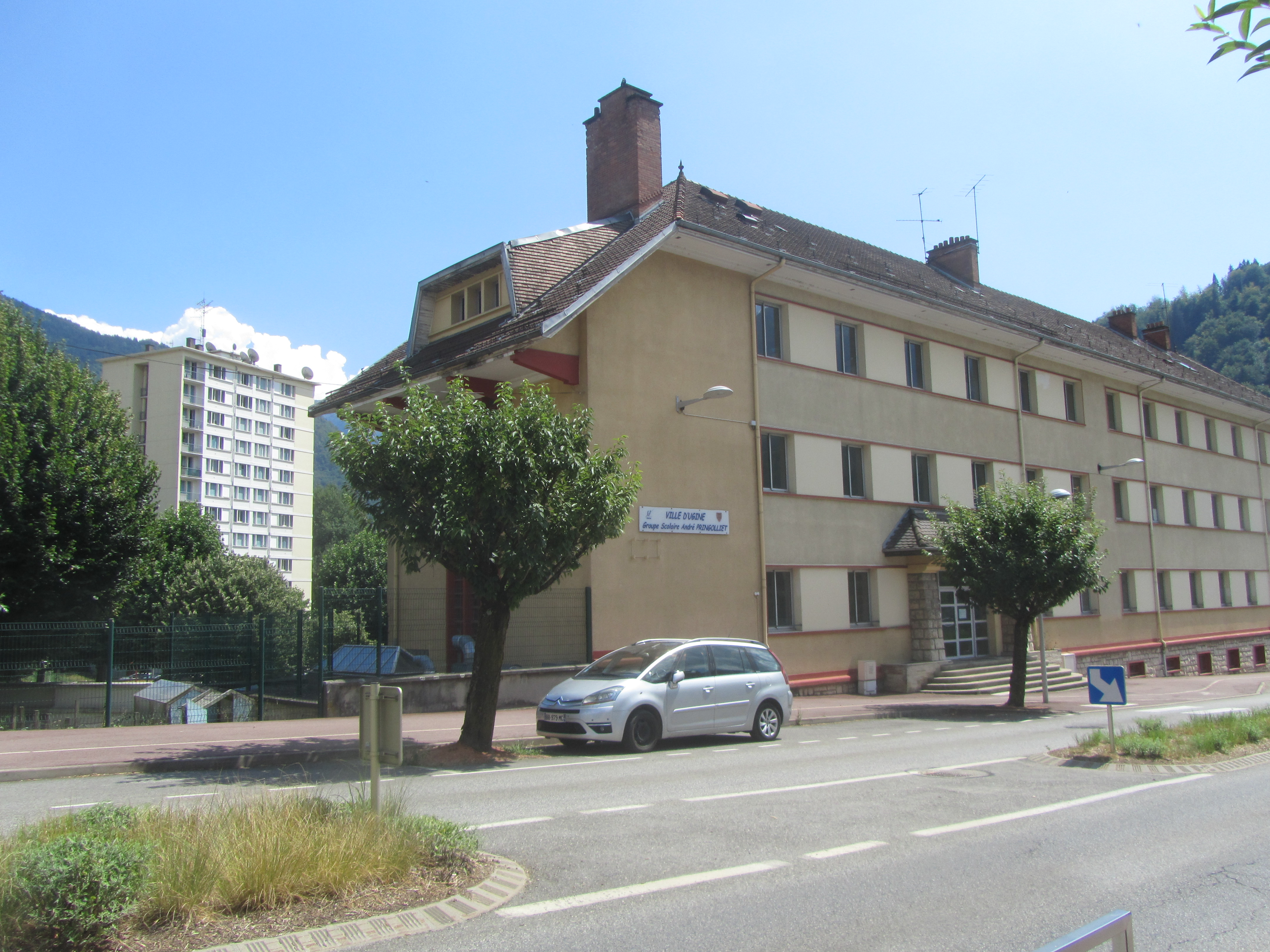
于日讷的一处公寓楼

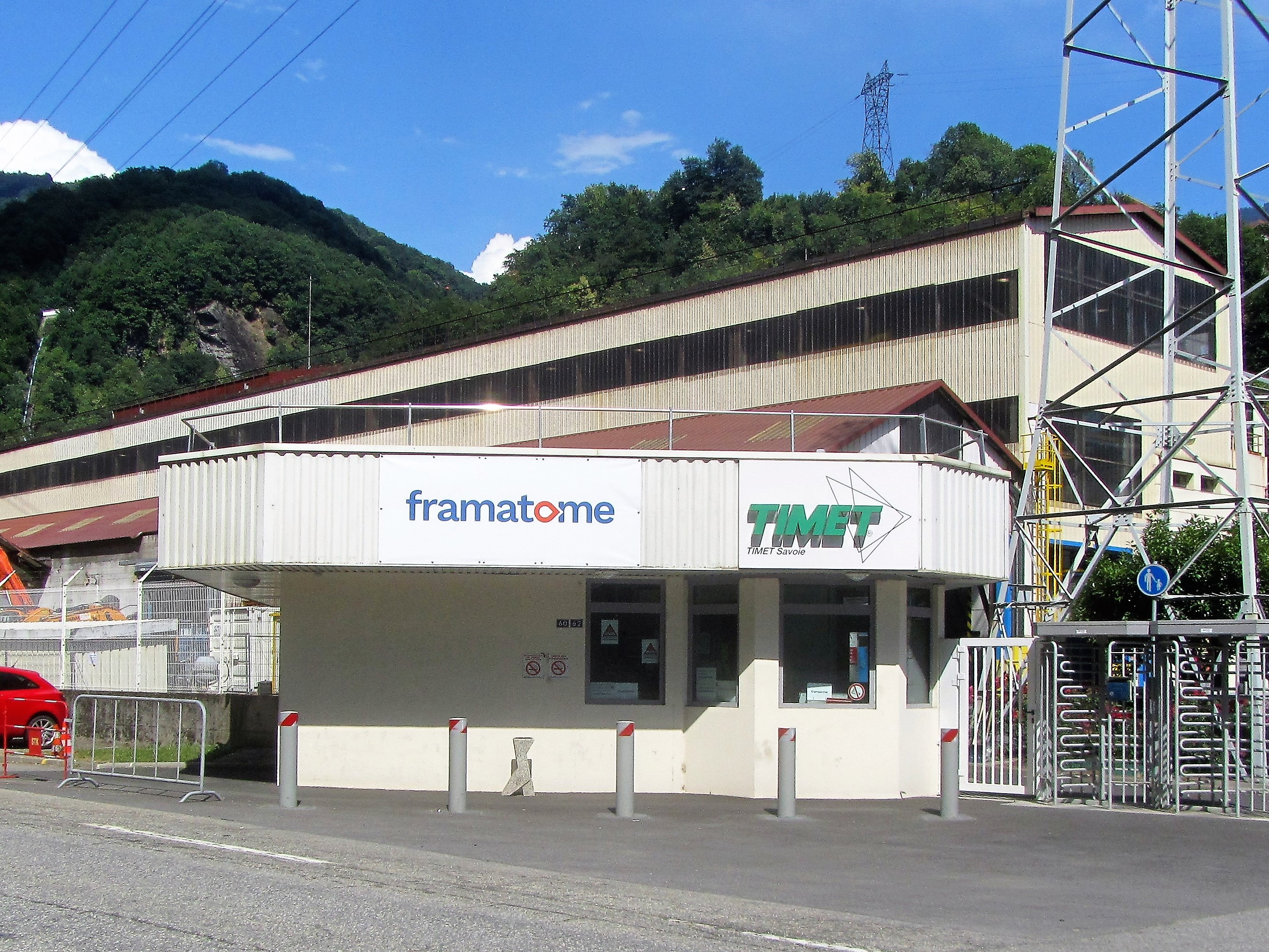
法马通工厂

### 教育
于日讷属于格勒诺布尔学区。截止2020年1月1日，于日讷境内共有2所幼儿园、5所小学、1所初级中学和1所普通高中。2018至2019学年度，于日讷境内共有在校中等教育阶段学生1,039名。

### 医疗
截止2020年1月1日，于日讷境内共有全科医生7名、保健师8名、牙医4名、护士10名和助产士1名。境内共有药房3家、养老院2家。
于日讷是阿尔贝维尔-穆捷市际中心医院的服务范围，后者是法国的一个区域性医疗机构，其主病区位于阿尔贝维尔市区，距离于日讷市区的正常车程约15分钟，该院设有床位174个，是当地规模最大的公立综合性医院。

### 住房
2018年，于日讷境内共有各类住房3,941套，其中42.6%为独立式居民区，56%为集中式居民区。常住房屋占于日讷市镇范围内居民建筑总量的85.7%。
在住房保障政策方面，2020年，于日讷境内共有663户家庭获得了住房经济补助，受益人数占总人口数量的9.4%，其中654份为房租补助。

### 商业
2019年，于日讷境内共有各类实体商铺208家，其中餐厅13家、大型超市2家、杂货店3家、面包房3家、肉铺2家、书店2家、装饰品店0家、银行门店5家、美容美发店8家、汽车维修店12家。市中心建有家乐福超市。

### 体育
2020年，于日讷境内共有1家游泳池、2间体育馆、9处网球场、1处马术场、1处足球或橄榄球场以及3处篮球或排球场。
截至2021年12月，于日讷体育联盟（A.S. Ugine）是当地唯一的注册足球队，2021至2022赛季参加萨瓦省足球联赛。

### 环境
于日讷的环境事务由其所属的公共社区负责。2019年，于日讷境内共有5家污染企业。

### 治安
2019年，于日讷市镇范围内有1处宪兵队。
于日讷所在地是阿尔贝维尔宪兵总队的管辖范围。2020年，该宪兵总队辖区内共68个市镇累计发生各类案件4,446起，其中盗窃类案件2,499起，经济类案件640起，毒品交易类案件275起。

## 文化

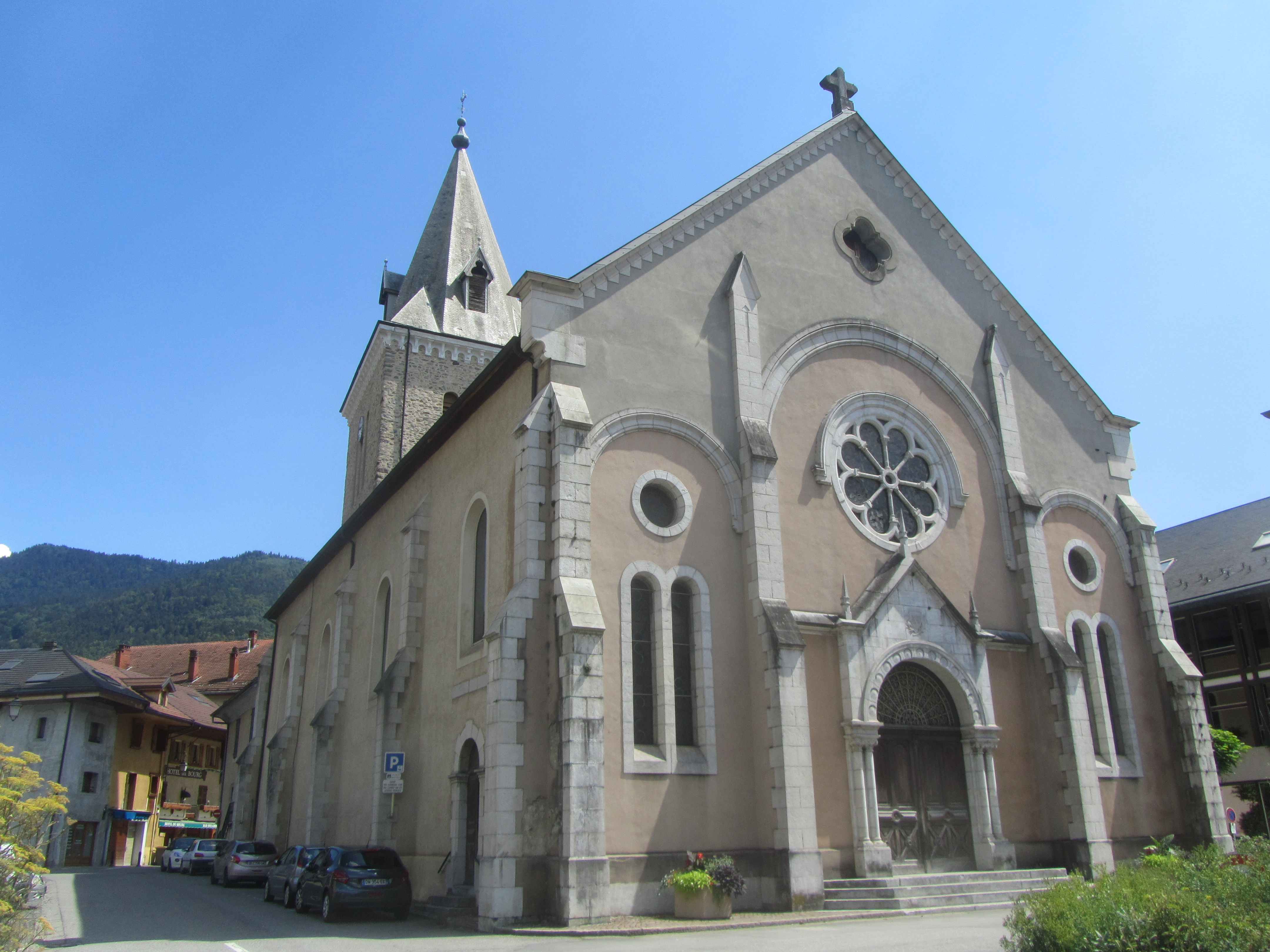
于日讷圣洛朗教堂

2020年，于日讷境内共有1家电影院。于日讷市政府提供多媒体中心，向公众全年开放。

### 建筑
于日讷境内有多处历史建筑，位于市中心的于日讷圣洛朗教堂（等为当地的地标性建筑物。

### 旅游
于日讷的旅游事务由其所属的公共社区负责。2021年，于日讷境内共有1家酒店共计16间房间。

### 媒体
法国主要的媒体均可在于日讷接收，法国电视三台下属的奥弗涅-罗讷-阿尔卑斯大区频道在部分时段播出于日讷所属区域的地方新闻。

## 友好城市
截至2021年12月，于日讷共与一座城市互为友好城市关系：
- 義大利 加利奥